# Edward Łukosz
Edward Łukosz (ur. 11 września 1929 w Czechowicach-Dziedzicach) – polski inżynier i polityk, minister hutnictwa i przemysłu maszynowego (1982–1984).

## Życiorys
Syn Andrzeja i Walerii. W 1954 wstąpił do Polskiej Zjednoczonej Partii Robotniczej.  W 1956 ukończył Uralski Instytut Politechniczny uzyskując tytuł zawodowy magistra inżyniera mechanika. W latach 1956–1960 pracował w Fabryce Urządzeń Mechanicznych „Poręba”, między innymi jako szef produkcji. Następnie jako główny inżynier pracował w Andrychowskiej Fabryce Maszyn od 1961 do 1963 roku. W latach 1963–64 był dyrektorem Biura Projektów KOPROTECH w Warszawie. Dyrektorem technicznym i naczelnym był w okresie od 1964 do 1973 roku w Zjednoczeniu Przemysłu Obrabiarek i Narzędzi w Warszawie. 
W latach 1973–1982 był dyrektorem Zespołu Przemysłu Maszynowego w Komisji Planowania przy Radzie Ministrów. W latach 1972–1980 pełnił społecznie funkcję stałego przewodniczącego międzynarodowej organizacji ekonomicznej krajów Rady Wzajemnej Pomocy Gospodarczej ds. systemów obrabiarkowych sterowanych numerycznie. Od 9 października 1982 do 30 maja 1984 był ministrem hutnictwa i przemysłu maszynowego w rządzie Wojciecha Jaruzelskiego. Następnie pełnił funkcję zastępcy przewodniczącego Komisji Planowania oraz Komitetu do Spraw Nauki i Postępu Technicznego przy Radzie Ministrów. Od 15 listopada 1986 skierowany do Moskwy na stanowisko radcy ministra pełnomocnego Ambasady PRL.